# Metasia ibericalis
Metasia ibericalis là một loài bướm đêm trong họ Crambidae.